# Dudswell (Québec)
Pour les articles homonymes, voir Dudswell.
Dudswell est une municipalité du Québec située dans la MRC du Haut-Saint-François en Estrie.

## Toponymie
L'actuelle municipalité portant le nom de Dudswell a été créée le 11 octobre 1995 en fusionnant la municipalité du canton de Dudswell, la municipalité du village de Marbleton et la municipalité du village de Bishopton. La dénomination municipale, tout comme le gentilé officiel Dudswellois, de même que le bureau de poste établi en 1839, évoqueraient peut-être Dudwell ou Duddleswell, une localité d'Angleterre.

## Histoire
Les anciens villages suivants sont aujourd'hui inclus dans Dudswell : Bishop's Crossing (Bishopton), Dudswell Corner, Dudswell Est, Dudswell Jonction, Dudswell Sud, Erle, Harding Corner, Ives, Lime Ridge, Marbleton, Saint-Adolphe, Sidney Ville.
Située aux pied des Appalaches, la municipalité de Dudswell regroupe deux hameaux villageois, soient Marbleton et Bishopton, depuis leur fusion en 1995. Bishopton doit son nom à son premier colon, John Bishop et Marbleton tire son appellation de l'exploitation d'une carrière de marbre dans les années 1850.
Dudswell reçoit sa première famille vers 1800, dans le secteur de Bishopton. Ce n'est que vers 1824 que le secteur de Marbleton prend son essor avec l'exploitation d'un gisement de calcaire (encore en exploitation). Vers 1895, les premiers francophones viendront s'installer pour travailler à la mine de calcaire. De plus, diverses communautés anglophones, provenant des États-Unis, d'Angleterre, d'Écosse et d'Irlande s'installent et laissent leur trace à Dudswell, ce qui explique la présence de cinq églises, soient deux catholiques, deux anglicanes et l'Église Unie.

## Démographie
| 1996  | 2001  | 2006  | 2011  | 2016  | 2021  |
| ----- | ----- | ----- | ----- | ----- | ----- |
| 1 607 | 1 644 | 1 712 | 1 771 | 1 727 | 1 755 |

## Administration
Les élections municipales se font en bloc pour le maire et les six conseillers.
| Dudswell Maires depuis 2003                                                                                          |                    |         |          |
| Élection | Maire              | Qualité | Résultat |
| 2003 | Marc Latulippe     |         | Voir     |
| 2005 | Nicole Robert      |         | Voir     |
| 2008 | Claude Corriveau   |         | Voir     |
| 2009 | Claude Corriveau   | Voir    |          |
| 2013 | Jean-Pierre Briand |         | Voir     |
| 2013 | Jean-Pierre Briand | Voir    |          |
| 2017 | Mariane Paré       |         | Voir     |
| 2021 | Mariane Paré       | Voir    |          |
| Élection partielle en italique Depuis 2005, les élections sont simultanées dans toutes les municipalités québécoises |                    |         |          |

## Attraits
- Musée du patrimoine: Collection Louis-Émile Beauregard
- Centre d'Interprétation de la Chaux
- Galerie d'art de Dudswell
- La Belle tournée de Dudswell
- Exposition Gordon Pearson
- La Forêt habitée de Dudswell
- Ferme Criadorable
- Circuit des Sheds panoramiques[5]

## Économie
Les principales industries qui emploient les habitants de Dudswell sont : 
- Graymont (Marbleton) ; une mine à ciel ouvert qui exploite la chaux depuis plus d'un siècle,
- Breton Transport (Marbleton) ; transport de Chaux, provenant de Graymont.

## Loisir
Le terrain de golf Le Sommet du Golf ; 9 trous en colline aux allées étroites.
La Maison de Lime Ridge participe aux connaissances culturelles et historiques des visiteurs sur l'histoire de l'exploitation de ce précieux minerai. Cette visite éducative a lieu grâce au Centre d'interprétation de la chaux. De plus, autour de La Maison de Lime Ridge se retrouve une exposition permanente de Jardins du mineur.
Depuis juin 2022, au lac d'Argent, se trouve la plage municipale P.E Perreault qui contient une aire de jeu, un terrain de volleyball et des tables. Il est notamment possible de louer des kayaks et des planches à pagaie.
Deux lacs et une rivière sont sur le territoire de Dudswell :
- lac Miroir (Bishopton)
- lac d'Argent (Marbleton)

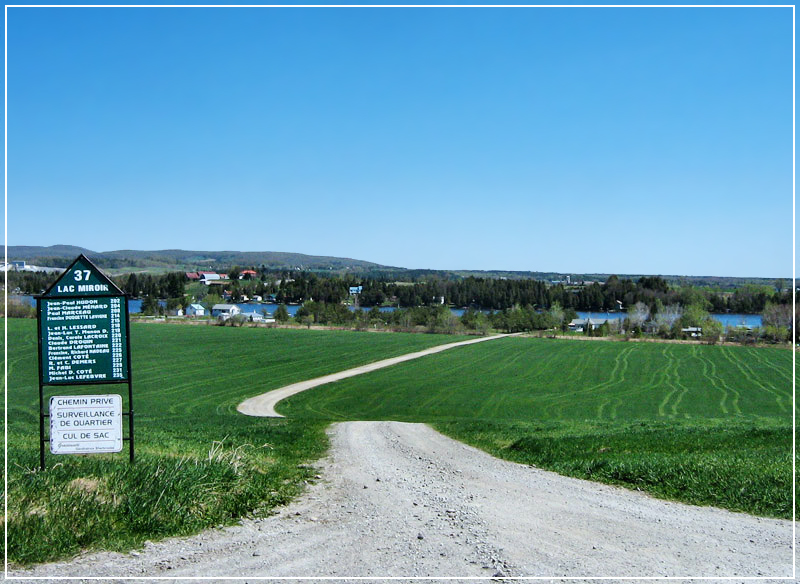
rivière Saint-François (Bishopton)  - Chemin d'accès vers le lac Miroir.
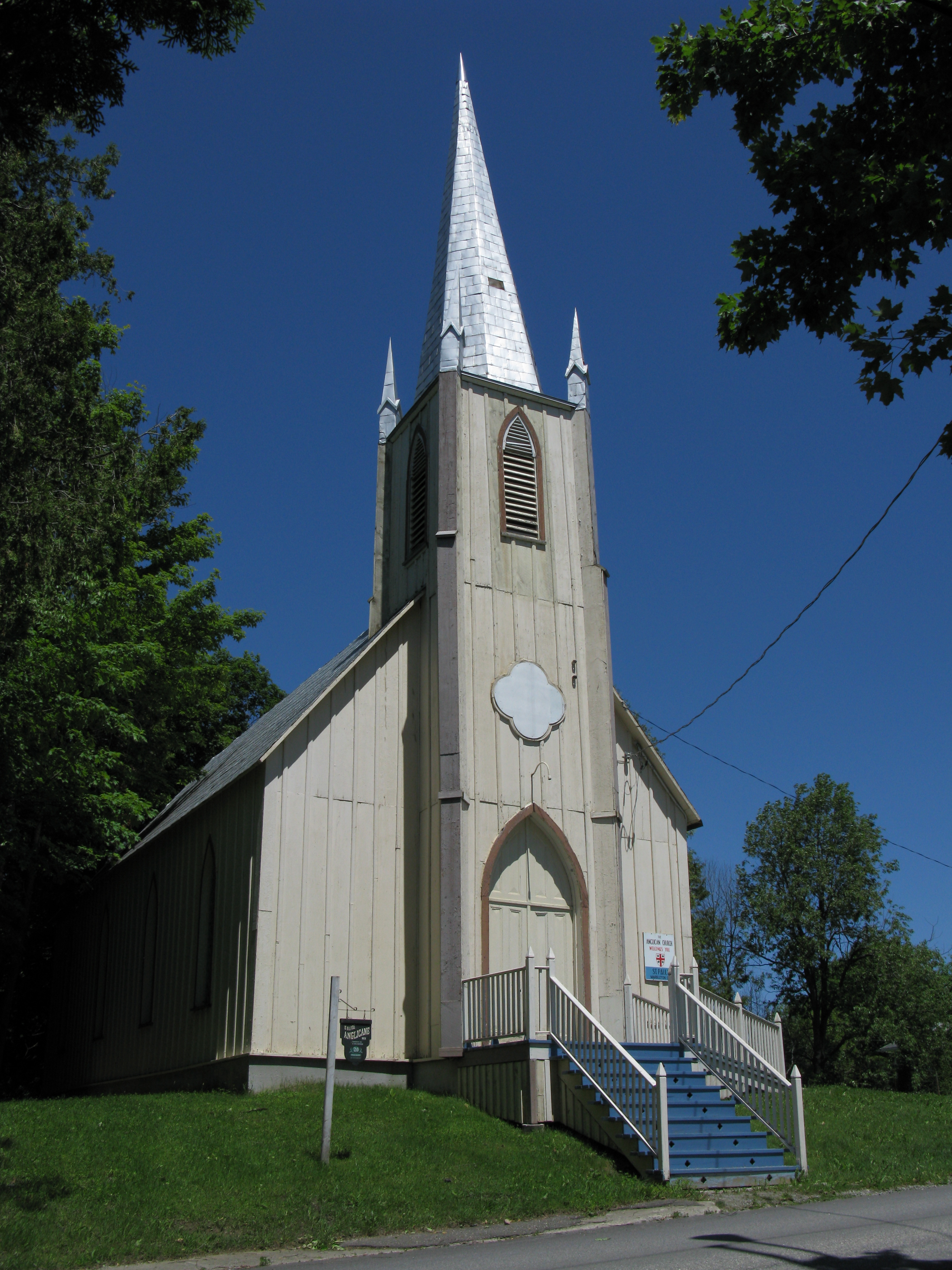
L'église anglicane Saint Paul dans le secteur Marbleton.
  - L'église anglicane Saint Paul dans le secteur Marbleton.

|  |

## Personnalités de Dudswell
- Louis-Émile Beauregard (1922-1989), sculpteur.
- Ralph Gustafson (1909-1995), poète et professeur.
- Éva Tanguay (1878-1947), chanteuse, comédienne.

Gordon Pearson (1939-2012), maître aquarelliste.